# جیمز هال (دیرینه‌شناس)
جیمز هال (۱۲ سپتامبر ۱۸۱۱، ۷ اوت ۱۸۹۸) زمین‌شناس و دیرینه شناس آمریکایی بود. او در چینه شناسی نام دار بود و در پیشرفت دیرینه‌شناسی آمریکا اثرات زیادی داشت.

## زندگی اولیه
او در هینگهام، ماساچوست به دنیا آمد و فرزند ارشد از بین چهار فرزند بود. جیمز هال و سوزانا بوردین هال، دو سال پیش از انگلستان مهاجرت کرده بودند. هال علاقه زیادی به علم از همان اوایل نشان داد و در مؤسسه پلی تکنیک رنسیلر، دانشگاهی که تازه تأسیس بود و به حضور دانشجویان در کلاس و علم تأکید زیادی داشت، ثبت نام کرد. او شاگرد دو زمین‌شناس معروف به نام‌های، آموس ایتون و ابنزر امونز بود. هال در سال ۱۸۳۲ فارغ‌التحصیل شد، در ۱۸۳۳ مدرک ارشدش را گرفت و در رنسیلر ماند تا به تدریس شیمی و بعدها زمین‌شناسی بپردازد.
در سال ۱۸۳۶ پرسش نامه چندساله‌ای جهت جمع‌آوری اطلاعات دربارهٔ زمین‌شناسی و تاریخ طبیعی نیو یورک اجرا شد. به دلایل پرسش نامه، ناحیه به چهار منظقه تقسیم شد، و هال همکار زمین‌شناس برای ابنزر امونز شد، کسی که مدیر دومین منطقه بود. اولین تکلیف هال مطالعه ذخایر آهن در کوه‌های آدیراندک بود. در سال بعد، پرسش نامه از دوباره تشکیل شد: هال به مدیریت منطقه چهارم در غرب نیویورک درآمد. دیگر زمین شناسان بنام که در این پرسش نامه فعالیت داشتند لاردنر وانوکسم و تیموتی کونراد بودند. با همکاری یکدیگر، کارکنان پرسش نامه چینه‌شناسی ای برای نیویورک ساختند و نمونه‌ای را برای نام‌گذاری نواحی مختلف نیویرک بر اساس جغرافیای محلی معین کردند.
در آخر پرسش نامه در سال ۱۸۴۱، هال به عنوان اولین دیرینه‌شناس منطقه معرفی شد. در سال ۱۸۴۳ آخرین گرارشش را دربارهٔ پرسشنامه منطقه چهارم نوشت، که به عنوان زمین‌شناسی نیویورک، قسمت چهارم(۱۸۴۳) چاپ شد. بسیار از آن استقبال شد و در آن زمینه مطابق بهترین نمونه شناخته شد. هال شهرت بی‌همتایی برای خود رقم زد و به دنبال ادامه زندگی اش در راه زمین‌شناسی چینه‌ای و دیرینه‌شناسی بی مهرگان بود.
هال آزمایشگاهی را در آلبانی، نیویورک تأسیس کرد که محل مهمی برای علاقه‌مندان به زمین‌شناسی و دیرینه‌شناسی شد. بسیاری از دانش مندان بنام از جمله: فیلدینگ مییک، چارلز ولکات، چارلز بیچر و جوسیاه ویتنی، کار خود را با کارآموزی با هال آغاز کردند. آزمایشگاه که در حال حاضر به آن اداره جیمز هال می‌گویند، نشان اختصاصی تاریخی طبیعی را در سال ۱۹۷۶ به خود اختصاص داد.
در بین کارهای بسیار او، جیمز هال متوجه شد که فسیل‌های استروماتولیت که در دریای پتریفاید پیدا شده بودند، محلی کنار رودهای ساراتوگا، نیویورک که حال نیز نشان اختصاصی تاریخی طبیعی را به خود اختصاص داده است، در حقیقت ارگانیک هستند.

## سال‌های اخیر

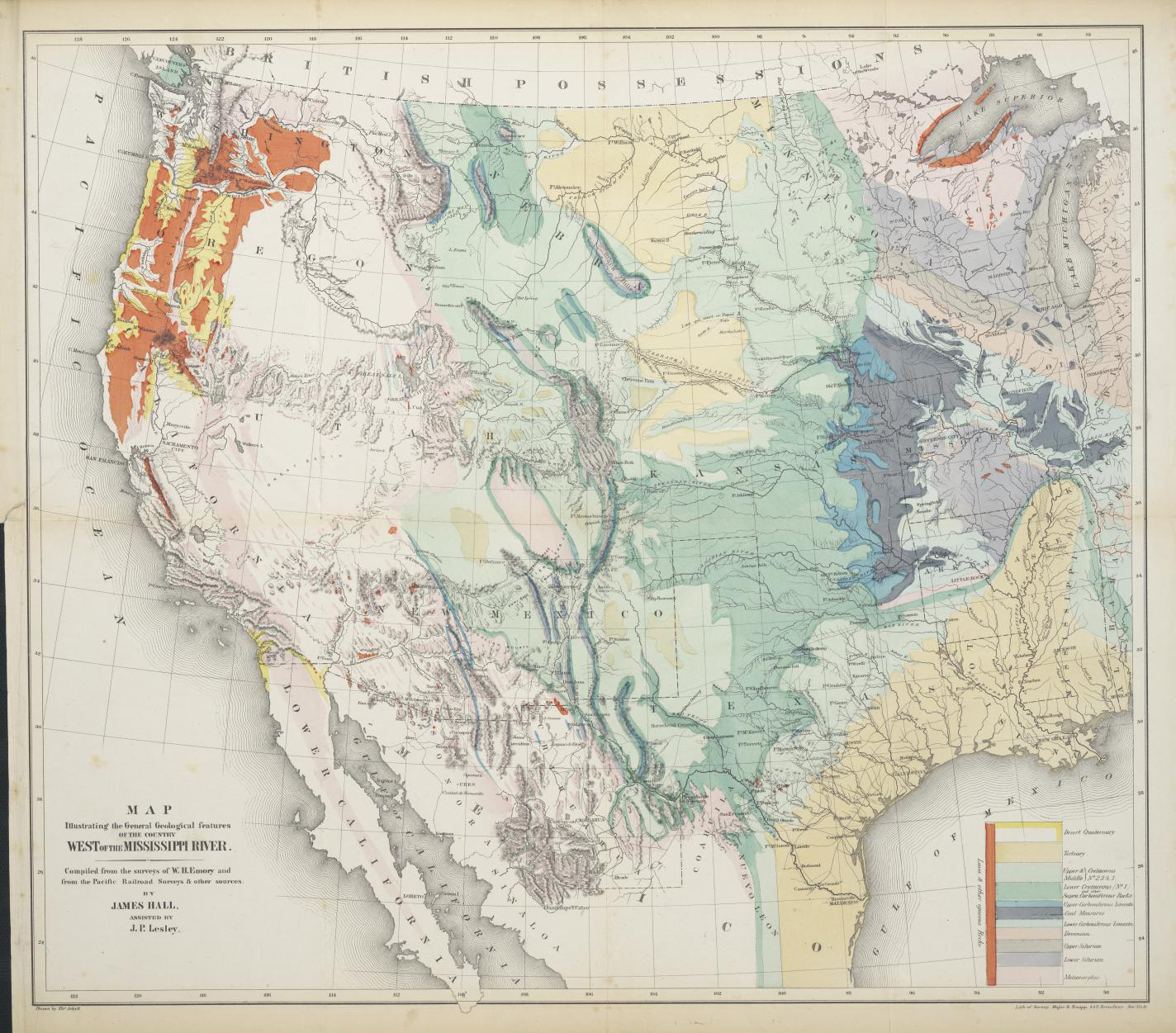
Map Illustrating the General Geological Features of the Country West of the Mississippi River, 1857

پس از نیویورک، هال مطالعاتش را به مناطق دیگر کشور توسعه داد. در سال ۱۸۵۰ او در پرسشنامه زمین شناختی در شمال میشیگان و ویسکونسین که در آنجا اولین صخره‌های فسیلی شمال آمریکا را پیدا کرد، شرکت کرد. او به عنوان زمین‌شناس منطقه لووا (۱۸۵۵–۱۸۵۸) و ویسکونسین (۱۸۵۷–۱۸۶۰) تعیین شد. بعلاوه، چندین پرسشنامه منطقه‌ای دیگر هال را برای پیشنهادهایش و تجربه‌اش می‌خواستند. در سال ۱۸۶۶ او مدیر اجرایی موزه تاریخ طبیعی منطقه نیویورک در آلبانی شد. در سال ۱۸۹۳ به عنوان زمین‌شناس منطقه‌ای نیویورک معین شد.
در سال‌های ۱۸۴۷ تا ۱۸۹۴ او ۱۳ جلد از دیرینه‌شناسی نیویورک را به چاپ رساند که اصولش را در این زمینه دربرداشت. این اثر بزرگ حاوی بیش از ۴۵۰۰ صفحه و ۱۰۰۰ صفحه حاوی عکس بود. بعلاوه، هال بیش از ۳۰ کتاب دیگر نوشت، بیش از ۲۰۰ مقاله چاپ کرد، و قسمت‌هایی را به چندین چاپخانه فدرال و محلی زمین‌شناسی احتا کرد.
او یکی از مؤسسان آکادمی جهانی علوم بود و اولین عضو انجمن زمین‌شناسی آمریکا. او یکی از مؤسسان کنگره زمین شناختی جهانی بود و به عنوان نائب رئیس در جلساتشان در پاریس، بولوگنا و برلین، شرکت می‌کرد. او به عنوان یکی از پنجاه عضو انجمن زمین‌شناسی لندن در سال ۱۸۴۸ انتخاب شد، و در سال ۱۸۵۸ مدال ولاستون آن را دریافت کرد. در سال ۱۸۸۴ او به عنوان طرف مقابل آکادمی علوم فرانسه انتخاب شد.
در سن ۸۵ سالگی او به سنپترزبورگ برای حضور در کنگره جهانی زمین‌شناسی رفت و همچنین در سفری به کوه‌های اورال رفت. هال دو سال بعد از بتلم، همشایر در گذشت. او در قبرستان محلی آلبانی، در آلبانی نیویورک دفن شده‌است.
یک پذیرایی مسکونی در مؤسسه پلیتکنیک رسنیسر به نام او ثبت شده‌است. به رسمیت آنجا هال هال شناخته می‌شود.

## کتب منتخب
زمین‌شناسی نیویورک، قسمت چهارم (۱۸۴۳)
دیرینه‌شناسی نیویورک، هشت جلد (۱۸۴۷–۱۸۹۴)
پرسنامه زمین شناختی لووا، دو جلد (۱۸۵۸–۱۸۵۹)
گزارش دربارهٔ پرسشنامه زمین‌شناسی منطقه ویسکونسین (۱۸۶۲)
پرسشنامه ایالت متحده و مرز مکزیک (۱۸۵۷)

## همسرش سارا ایکین
در سال ۱۸۳۸ هال با ایکین ازدواج کرد، که دختر وکیل بود. آن‌ها دو دختر و دو پسر داشتند. سارا در سال ۱۸۹۸ یا زودتر درگذشت. او به عنوان «خانم جیمز هال» کتاب مصوری به نام فنتزیا، و دیگر شعرها را چاپ کرد. نیویورک: جی.پی. پوتنام، ۱۸۴۹ (کتابخانه کنگره یک کپی دارد)